# Georg Haase
Georg Haase (ur. 21 listopada 1859 we Wrocławiu, zm. 15 stycznia 1931 tamże) – browarnik i przedsiębiorca wrocławski, wizjoner rozwoju uzdrowisk i turystyki.

## Życiorys
Po dziadku i ojcu Eduardzie miał zostać właścicielem jednego z największych browarów na wschodzie Niemiec, odebrał więc gruntowne teoretyczne i praktyczne wykształcenie (odbywając liczne praktyki i podróże studyjne do browarów w Niemczech, Holandii, Belgii i Szwajcarii) w kierunku uprawy i przerobu jęczmienia oraz produkcji piwa stając się znanym specjalistą w tej branży. Wydał rozprawę O uszlachetnianiu śląskich gatunków jęczmienia browarnianego i zwiększeniu plonów, ale także dziełko Gegen die totale Alkoholabstinenz (Przeciwko totalnej abstynencji), aby uświadomić dobroczynne skutki spożycia piwa w nieprzesadnych ilościach. W 1882 r. został prokurentem w ojcowskim browarze, a w 1896 r. jedynym właścicielem browaru E. Haase, Lagerbierbrauerei, przy ul. Krakowskiej 88-106 we Wrocławiu, założonego w 1858 r. i w swoim czasie największego browaru wschodnich Niemiec. Oprócz obiektu we Wrocławiu posiadał również browar we wsi Szczodre (rezydencji książąt wirtemberskich znaną jako Sybillenort) pod Wrocławiem, mieszczący także gospodę, hotel i kawiarnię z wielką salą taneczną oraz skład piwa i polanickiej wody mineralnej Prinzensprudel w Berlinie.
Spółka, której głównym udziałowcem był Georg Haase, w 1904 r. zakupiła uzdrowisko w Polanicy-Zdroju (niem. Altheide Bad) ze źródłem Wielka Pieniawa; później Haase został jedynym właścicielem uzdrowiska. Uprzednio załatwił spór z Mielertem i Klosem i odkupił od nich źródło Karoliny (niem. Charlottensprudel), przeciwko którym zarząd uzdrowiska skierował już wcześniej roszczenia odszkodowawcze, ponieważ przez drugi odwiert dawne naturalne źródła w uzdrowisku zanikły zupełnie. Na wniosek lekarza uzdrowiskowego, dr. Franza Klosego, zilustrowany historią sporów o źródła w Polanicy Zgromadzenie Uzdrowisk Śląskich skierowało do parlamentu w Berlinie petycję o uchwalenie ustawy o ochronie źródeł, przyjętej w 1908 r.
Georga Haasego można uważać za założyciela i twórcę dzisiejszej Polanicy. W miejscu, gdzie Haase planował budowę uzdrowiska, po jego śmierci zarząd uzdrowiska wystawił mu godny pomnik, którego projekt wykonał znany artysta, prof. Theodor von Gosen. Haase najpierw powiększył obszar uzdrowiska przez kupno wielu gruntów, co wymagało od niego znacznego wysiłku finansowego. Potem zlecił architektowi Andreasowi Ernstowi z Kłodzka budowę nowego Domu Zdrojowego, który do dziś jest ozdobą uzdrowiska; a założenie rozległego parku zdrojowego (niedawne łąki wysadzone setkami młodych drzewek) świadczyło o dalekosiężnej wizji. Haase sprawił, że ogromne pieniądze z produkcji i sprzedaży piwa posłużyły do stworzenia kurortu opierającego się na perlącej się wodzie. Od 1907 r. twórczym realizatorem, a później kontynuatorem wizji Haasego był Georg Berlit, do 1945 r. współwłaściciel i dyrektor uzdrowiska Altheide.

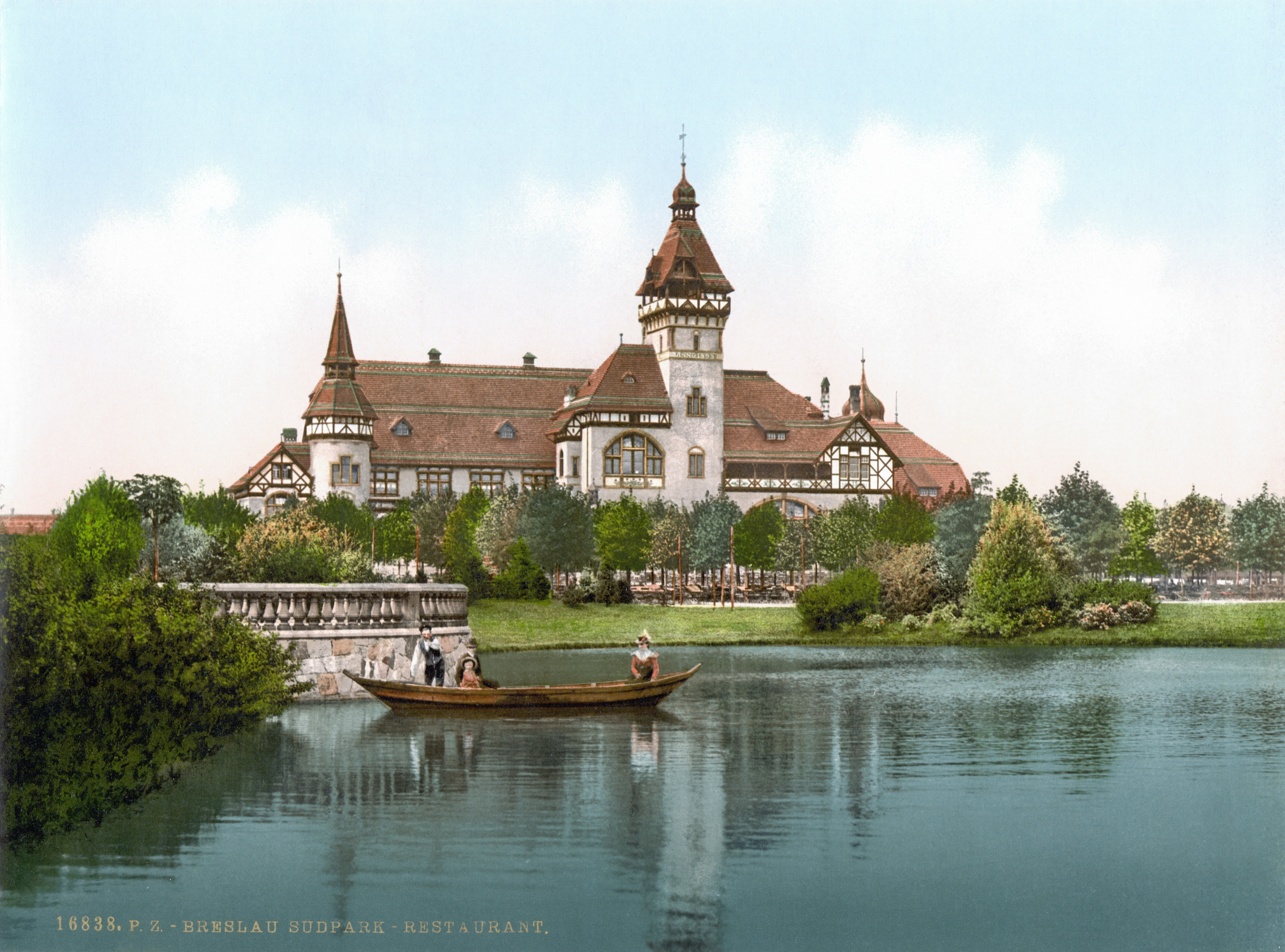
Restauracja Haasego w Parku Południowym około roku 1900. Zniszczona w 1945.

Haase przyczynił się nie tylko do rozwoju Polanicy, rozbudował bowiem schroniska na Ślęży według projektu wrocławskiego architekta Karla Klimma. W roku 1898 w Parku Południowym we Wrocławiu wystawił stylową restaurację z pięknymi tarasami i wysoką wieżą. Dzierżawił też słynne wrocławskie restauracje, w tym Piwnicę Świdnicką.
W uznaniu jego wielkich zasług dla rozwoju śląskich uzdrowisk, a w szczególności Polanicy był wielokrotnie odznaczany przez ówczesny rząd i nadano mu tytuł tajnego radcy; związek browarów nagrodził go złotym medalem; przyznano mu też tytuł królewskiego tajnego radcy handlowego (niem. Commerzienrat), był również włoskim konsulem honorowym w prowincji śląskiej. W 1929 r. został uhonorowany prawdopodobnie pierwszym tytułem „Honorowego Obywatela Polanicy”.
Wrocławską rezydencją Haasego była zbudowana przez niego w latach 1897–1899 według projektu znanego berlińskiego architekta Ottona Marcha willa, obecna siedziba konsulatu Niemiec przy Podwalu (w czasie II wojny światowej śląska siedziba Hitlerjugend) (ul. Podwale 76).